# Comuna Hemeiuș, Bacău
Hemeiuș (în trecut, Fântânelele, în maghiară Hemejus) este o comună în județul Bacău, Moldova, România, formată din satele Fântânele, Hemeiuș (reședința) și Lilieci.

## Așezare
Comuna se află în nordul județului, pe malul drept al Bistriței, în zona lacului de acumulare Lilieci, imediat la nord de municipiul Bacău. Este traversată de șoseaua națională DN15, care leagă Bacăul de Piatra Neamț. Din acest drum, la Hemeiuș se ramifică șoseaua județeană DJ119B, care duce spre sud la Mărgineni (unde se intersectează cu DN2G), Măgura (unde se intersectează cu DN11), Luizi-Călugăra și Sărata. Prin comună trece și calea ferată Bacău-Bicaz, pe care este deservită de halta de mișcare Hemeiuș.

## Demografie
Componența etnică a comunei Hemeiuș
     Români (84,41%)
     Alte etnii (0,31%)
     Necunoscută (15,28%)
Componența confesională a comunei Hemeiuș
     Ortodocși (69,48%)
     Romano-catolici (12,29%)
     Alte religii (2,02%)
     Necunoscută (16,2%)
Conform recensământului efectuat în 2021, populația comunei Hemeiuș se ridică la 6.523 de locuitori, în creștere față de recensământul anterior din 2011, când fuseseră înregistrați 4.755 de locuitori. Majoritatea locuitorilor sunt români (84,41%), iar pentru 15,28% nu se cunoaște apartenența etnică. Din punct de vedere confesional, majoritatea locuitorilor sunt ortodocși (69,48%), cu o minoritate de romano-catolici (12,29%), iar pentru 16,2% nu se cunoaște apartenența confesională.

## Politică și administrație
Comuna Hemeiuș este administrată de un primar și un consiliu local compus din 15 consilieri. Primarul, Constantin Sava[*], de la Partidul Național Liberal, este în funcție din 2016. Începând cu alegerile locale din 2024, consiliul local are următoarea componență pe partide politice:
|  | Partid                          | Consilieri | Componența Consiliului | Componența Consiliului | Componența Consiliului | Componența Consiliului | Componența Consiliului | Componența Consiliului | Componența Consiliului | Componența Consiliului |
|  | ------------------------------- | ---------- | ---------------------- | ---------------------- | ---------------------- | ---------------------- | ---------------------- | ---------------------- | ---------------------- | ---------------------- |
|  | Partidul Național Liberal       | 8          |                        |                        |                        |                        |                        |                        |                        |                        |
|  | Partidul Social Democrat        | 3          |                        |                        |                        |                        |                        |                        |                        |                        |
|  | Alianța pentru Unirea Românilor | 2          |                        |                        |                        |                        |                        |                        |                        |                        |
|  | Uniunea Salvați România         | 2          |                        |                        |                        |                        |                        |                        |                        |                        |

## Istorie
La sfârșitul secolului al XIX-lea, comuna purta numele de Fântânelele, făcea parte din plasa Bistrița de Sus a județului Bacău și era formată din satele Andrieșești, Hemeiuș (reședință), Trebișu și Secătura, având în total 1708 locuitori. În comună existau trei biserici ortodoxe, una catolică, o capelă protestantă, o velniță și o școală mixtă cu 14 elevi (dintre care o fată) la Hemeiuș, iar principalul proprietar de pământ era principesa Lucie Schoenbrun-Waldenburg (proprietate constând în principal din pădure). Anuarul Socec din 1925 o consemnează în plasa Bistrița a aceluiași județ, având 1153 de locuitori în satele Andrieșești, Fântânele și Hemeiuș. În 1931, legea administrației locale a adăugat și satul Lilieci.
În 1950, comuna a devenit parte a raionului Bacău din regiunea Bacău, cu numele de Hemeiuș. În 1968, ea a revenit la județul Bacău, reînființat, iar satul Andrieșeni a fost desființat și comasat cu satul Hemeiuș. Hemeiuș a devenit atunci comună suburbană a municipiului Bacău. A păstrat acest statut până în 1989, când a dispărut conceptul de comună suburbană din administrația din România, iar comuna a fost subordonată administrativ direct județului Bacău.

## Monumente istorice
În comuna Hemeiuș se află ansamblul castelului Cantacuzino-Pașcanu-Waldenburg, monument istoric de arhitectură de interes național datând din perioada 1864–1880 aflat în satul Lilieci. Ansamblul cuprinde castelul (1864) și parcul dendrologic (1880). Același statut îl are și biserica „Sfinții Voievozi” aflată la nord-est de satul Fântânele și construită în 1756.
În rest, alte două obiective din comună sunt incluse în lista monumentelor istorice din județul Bacău ca monumente de interes local. Clasificate ca sit arheologic, ruinele bisericii din „Livada Curții”, aflate la 200 m de biserica „Sfinții Voievozi” de lângă Fântânele, datează din secolele al XV-lea–al XVI-lea. Al doilea obiectiv este casa memorială Grigore Tăbăcaru (1861) din satul Hemeiuș, casă clasificată ca monument funerar sau memorial.

## Personalități născute aici
- Ion Th. Simionescu (1873 - 1944), geolog și paleontolog, membru titular al Academiei Române.